# St. Joseph Hospital Kagondo
Das St. Joseph Hospital Kagondo ist ein Missionskrankenhaus im nordwestlichen Teil von Tansania. Es liegt in der Region Kagera, unweit von der Grenze zu Uganda, am westlichen Ufer des Viktoriasees. Das 1912 gegründete Krankenhaus ist aktuell ein Teil des katholischen Bistums Bukoba.
Die Patienten kommen teilweise von weit her, die meisten jedoch aus dem 11.000 km² großen Bezirk Muleba, der insgesamt etwa 500.000 Menschen beherbergt.
Jährlich werden etwa 3.500 Patienten stationär aufgenommen, in der Ambulanz werden zwischen 30.000 und 35.000 Patienten versorgt. Finanziert wird die Patientenversorgung größtenteils durch die Patienten selbst, diese müssen für Behandlung, Aufnahme und Medikamente selbst bezahlen. Die Regierung gibt nur einen kleinen Zuschuss.

## Organisation
Das Krankenhaus hat eine Kapazität von 162 Betten, die in vier Stationen aufgeteilt sind (Männerstation, Frauenstation, Kinderstation und Geburtshilfe). Des Weiteren gibt es ambulante Kliniken für Diabetes und Bluthochdruck, Vorsorgeuntersuchungen für Kinder und Schwangere, HIV/AIDS und Tuberkulose. Auch ein Zentrum für Physiotherapie und Orthopädie und Operationssäle sind vor Ort verfügbar.